# 笹まくら
『笹まくら』 （ささまくら）は、丸谷才一の2作目の長編小説。第2回河出文化賞を受賞した（1967年7月）。

## 概要
1966年7月20日、河出書房新社で刊行された。装丁は若尾和呂。文庫再刊は、1973年6月15日に講談社文庫。1974年7月30日に新潮文庫。作者の没後刊行は、2014年4月10日に『丸谷才一全集』第2巻（文藝春秋）に収録された。
2002年10月15日、英訳版『Grass for My Pillow』（Columbia University Press）が刊行された。翻訳はデニス・キーン。
最初の単行本の帯には「作者のことば」として次の言葉が付されている。
「徴兵令が布かれてから敗戦の日までの長い歳月のあいだ、日本の青年たちの夢みるもっともロマンチックな英雄は、徴兵忌避者であった。彼らはみな、この孤独な英雄の、叛逆と自由と遁走に憧れながら、しかし、じつに従順に、あの、黄いろい制服を着たのである。そう、ぼく自身もまた。……ぼくの長篇小説『笹まくら』700枚は、そのようなかつてのぼくの従順さに対する錯綜した復讐となるであろう」

## あらすじ
45歳を迎えた浜田庄吉は結婚をして私立大学の事務員だったが、手紙で20年前の恋人の阿貴子が亡くなったことを知る。そのせいで、彼は戦争の間、「徴兵忌避者」として逃げ回っていた5年間を思い出す。昭和15年(1940年)、東京の医者の息子の浜田は兵役に入る前日、東京駅から逃亡する。高等工業学校出身でラジオの修理をしながら、日本を転々とする。そのうち、修理だけではもたなくなり、砂絵を売っていた香具師みたいな人に出会い、砂絵師になって逃げる。最後の1年は鳥取の境港で阿貴子という女性と出会い、親しくなる。四国の宇和島の質屋の娘で、その質屋にかくまってもらって、終戦を迎える。

## 備考
- 村上春樹『若い読者のための短編小説案内』の「樹影譚」の項内で『笹まくら』が取り上げられている。
- 主人公の浜田庄吉は『新訂俊成卿女歌集』から藤原俊成女の短歌「これもまたかりそめ臥しのさゝ枕一夜の夢の契りばかりに」を選び朗読する[3]。「笹枕」は「草枕」と同様に、旅先でのはかない恋という意味がある。この小説では阿貴子との関係がある。
- フランス語教師の桑野助教授が終戦時を回顧する場面がある。玉音放送の文意を誰もとることができないので、当時二等兵だった桑野は回りの者に解説をする。逆上した班長は桑野を「釘の出ているスリッパ」で明け方まで殴り続ける[4]。これは丸谷自身の体験に基づくものである。丸谷は「あの年の夏」というエッセイで次のように述べている。「下士官は、一生軍隊で食ふつもりの男だつたから、就職さきである企業体の倒産にすつかり腹を立て、その怒りは兵隊たちがはしやいだのでいよいよ激しくなり、結局、わたしを殴ることになつた。時事解説の担当者は、兵隊靴を作り直した、鋲がいつぱい打つてあるスリッパで頬を何度も打たれ、顔ぢゆう血まみれになった」[5]
- 本書出版の4年後、丸谷は『展望』1969年6月号に「徴兵忌避者としての夏目漱石」という評論を発表している[6]。川本三郎によれば、丸谷には戦争、兵隊経験に触れた作品が多いという。『贈り物』『にぎやかな街で』（『丸谷才一全集』第1巻所収）『秘密』『たった一人の反乱』『横しぐれ』『裏声で歌へ君が代』など。戦争が終わっても主人公が楽しくないのはいつ特高に捕まるかという不安と自分だけが逃れたという罪悪感からであり、これは漱石の気持ちと重なるという[7]。